# Trilobit
Trilobitter ((græsk): trílobos, "trelappet") er en gruppe af uddøde leddyr fra Palæozoikum. Dyrene havde exoskelet, der kan findes som forsteninger. Trilobitter tilhører Trilobitomorpha og har mindet om de nulevende bænkebidere. De nærmeste slægtninge er dog Xiphosura, der er dolkhaler. Der er over 1500 kendte trilobit-slægter og de anvendes som ledefossiler, især for de kambro-ordoviciske aflejringer.